# Patience (Guns N' Roses)
Patience is een nummer van de Amerikaanse hardrock groep Guns N' Roses dat op het album G N' R Lies verscheen en als single werd uitgebracht in april 1989. De single werd een grote hit en bereikte in thuisland de Verenigde Staten de vierde positie in de Billboard Hot 100. Het nummer werd met drie akoestische gitaren gespeeld en het werd in een sessie opgenomen door muziekproducer Mike Clink. Er werd een videoclip van het nummer opgenomen en die verscheen op de muziek-dvd Welcome to the Videos. De muziek en teksten werden geschreven door voormalig bandlid en mede-oprichter Izzy Stradlin.
In Ierland werd de 2e positie bereikt en in het Verenigd Koninkrijk de 10e positie in de UK Singles Chart.
In Nederland werd de plaat veel gedraaid op Radio 3,  werd mede hierdoor een gigantische hit en bereikte de 3e positie in de Nationale Hitparade Top 100 en de 4e positie in de Nederlandse Top 40.
In België bereikte de plaat de 9e positie in de Vlaamse Ultratop 50 en de 13e positie in de Vlaamse Radio 2 Top 30.

## NPO Radio 2 Top 2000
| Nummer met noteringen in de NPO Radio 2 Top 2000 | '15 | '16 | '17 | '18 | '19 | '20 | '21 | '22 | '23 | '24 |
| ------------------------------------------------ | --- | --- | --- | --- | --- | --- | --- | --- | --- | --- |
| Patience                                         | 634 | 629 | 491 | 433 | 426 | 466 | 454 | 506 | 624 | 629 |

1. ↑  Een vetgedrukt getal geeft de hoogste notering aan.
2. ↑  2015 was het eerste jaar met een notering voor dit nummer.